# Paratheocris viridis
Paratheocris viridis är en skalbaggsart som först beskrevs av Aurivillius 1907.  Paratheocris viridis ingår i släktet Paratheocris och familjen långhorningar.
Artens utbredningsområde är Gabon. Inga underarter finns listade i Catalogue of Life.